# Años 50 a. C.
Se denomina años cincuenta antes de Cristo al período que empezó el 1 de enero del 59 a. C. y terminó el 31 de diciembre del 50 a. C.
Esta década fue precedida por los años 60 a. C. y sucedida por los años 40 a. C..

## Eventos
- 59-53 a. C.: Julio César, Pompeyo y Marco Licinio Craso forman el Primer Triunvirato.
- 58-49 a. C.: en la Guerra de las Galias Julio César conquista gran parte de la Galia, y realiza dos viajes a las islas británicas.
- 25 de febrero del 52 a. C.: en el Imperio romano, Pompeyo es elegido cónsul único de Roma.
- 57 a. C.: en Corea, el mítico rey Bak Hyeokgeose crea el reino de Silla.
- 54 a. C.: en Roma, Pompeyo hace construir el primer «teatro permanente» (o sea, construido para permanecer igual durante mucho tiempo).
- 53 a. C.: en Carrhae (hoy la ciudad turca de Harrán) el general romano Marco Licinio Craso trata de atacar el Imperio parto. Surenais lo derrota en la Batalla de Carras. Craso muere.
- 52 a. C.: en Francia, las fuerzas galas de Vercingétorix se rebelan contra los romanos. Julio César lo derrota en la Batalla de Alesia.

## Personas significativas
- Julius Caesar, político y general romano (vivido 100-44 a. C.)
- Faraón Cleopatra VII de Egipto (vivió 70/69 - 30 a. C., gobernado 51-30 a. C.).
- Pompeyo, general romano (vivió 106-48 a. C.).
- Marco Licinio Craso, político y general romano (vivido 115-53 a. C.).
- Marco Tulio Cicerón, político romano (vivido 106-43 a. C.).
- Vercingetórix, rey de los arvernos (muerto. 46 a. C.).
- Casivelauno , británica líder de guerra.
- Ariovisto, rey alemán.
- Commio, rey galo.
- Fraates III, rey de Partia (dictaminó 70-57 a. C.).
- Mitrídates III, rey de Partia y Media (dictaminó 57-54 a. C.).
- Orodes II, rey de Partia (gobernado 57-38 a. C.).
- Surena, general de los partos (vivió 84 a 54 a. C.).
- Bak Hyeokgeose, rey de Silla en Corea.

## Nacimientos
- Livy, Romano historiador (ca. 59 a. C.).
- Séneca el Viejo, orador romano (ca. 54 a. C.).

## Fallecimientos
- Marco Licinio Craso, político y general romano (53 a. C.).
- Posidonio, griego filósofo, astrónomo y geógrafo (51 a. C.).